# Charibert van Laon

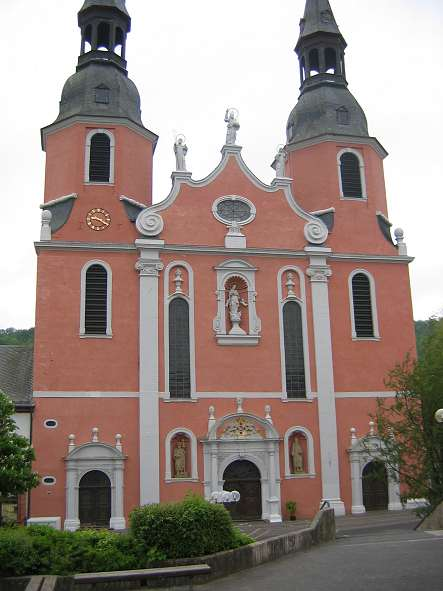
Voormalige abdijkerk - Sint-Salvatorkerk in Prüm

Charibert van Laon ( - voor 762), ook Caribert of Heribert, was graaf van Laon. Hij is de zoon van Bertrada de oudere.
Van hem is bekend dat hij in 721 samen met zijn moeder de Abdij van Prüm sticht, met hulp van de Abdij van Echternach. Ze doen ook samen een schenking aan de abdij van Echternach. De Abdij van Prüm zal een van de belangrijkste kloosters worden voor de Karolingen. Uit een akte van zijn dochter, Bertrada van Laon, en zijn schoonzoon, Pepijn de Korte, uit 762 blijkt dat hij dan al is overleden omdat daarin wordt gesproken over goederen uit zijn erfenis.
Charibert was getrouwd met een onbekende vrouw, sommige bronnen noemen de naam Gisele van Aquitanië. Zijn dochter was de moeder van Karel de Grote.